# Christian Jungersen
Christian Jungersen (født 10. juli 1962 i København) er en dansk forfatter, der er oversat til 20 sprog og har vundet en række litterære priser. Bøgerne er til sammen solgt i flere hundredetusinde eksemplarer.

## Biografi
Christian Jungersen blev født i 1962 i København og voksede op i Humlebæk i Nordsjælland. Hans far var jurist, og hans mor var gymnasielærer. Christian Jungersen blev uddannet cand.comm. fra RUC i 1988, og efterfølgende arbejdede han med at skrive og undervise. Før sin debut som romanforfatter har han blandt andet undervist i filmvidenskab ved Folkeuniversitetet i København samt været reklametekstforfatter og manuskriptkonsulent.

### Krat(1999)
Romanen beskriver et venskab mellem to mænd, fra de vokser op som venner i 1920’ernes danske overklasse i Hellerup, til de næsten 70 år senere som pensionister er lige så optagede af hinanden, men nu som dødelige uvenner.
Krat vandt Bogforums Debutantpris i 1999 og blev indstillet til Weekendavisens litteraturpris.

### Undtagelsen(2004)
Romanen beskriver fire kvinder, der mobber hinanden på et kontor. Kontoret, de arbejder på, hedder Dansk center for information om folkedrab, og i kraft af deres arbejde er de eksperter i folkedrab og menneskelig ondskab.
Undtagelsen vandt de danske litteraturpriser P2 Romanprisen og De Gyldne Laurbær. Bogen solgte mere end 200.000 eksemplarer alene i Danmark. Romanen er udkommet i 18 lande. I Storbritannien blev romanen nomineret til the Duncan Lawrie International Dagger. I Sverige blev den nomineret til Martin Beck Award. I Irland blev den nomineret til International IMPAC Dublin Literary Award. I Frankrig blev den nomineret til Grand Prix des Lectrices de Elle. Den amerikanske udgave af romanen har været Editor's Choice i New York Times og på Amazon.com.
Romanen blev placeret på andenpladsen, da læserne af Jyllands-Posten i 2009 stemte om, hvilken dansk roman der er den bedste fra de seneste 25 år. Undersøgelsen er den mest omfattende af sin art i Danmark. Romanen blev placeret på førstepladsen, da læserne af Berlingske året efter stemte om den bedste danske roman i perioden 2000-2009.

### Du forsvinder(2012)
Romanen beskriver et ægtepar, hvor manden bliver personlighedsforandret efter en hjerneskade. Da han desuden anklages for et bedrageri, bliver det filosofiske spørgsmål om menneskets fri vilje centralt.
Du forsvinder fik femstjernede anmeldelser i Politiken og i Ekstra Bladet. Romanen blev årets vinder af de danske bibliotekers og Berlingske Tidendes litteraturpris, Læsernes Bogpris. Den blev desuden nomineret til Politikens Litteraturpris og til Martha-prisen.

### Du kan alt(2021)
Romanen følger en mand i ti år fra han efter en traumatisk skilsmisse som 48-årig forsøger at starte et nyt liv. I løbet af de ti år rejser han til adskillige lande og starter sin egen virksomhed.
Bogen fik en række femstjernede anmeldelser. Anmelderen i Berlingske skrev: ”Jungersen skriver bedre end nogensinde.” Litteratursiden, skrev: ”Enestående og vild læseoplevelse bevæger sig dybt ned i den menneskelige psyke i vildt flow gennem uforudsigelige scener […] Jungersens sproglige flow er imponerende, og hans rammende beskrivelser er gribende.”
Men andre anmeldere var uenige. Politiken gav den to stjerner,  og Jyllands-Posten gav den kun en stjerne. Jyllands-Posten trak senere anmeldelsen tilbage efter at anmelderen indrømmede kun at have læst en del af bogen.

## Filmatiseringer
Filmen Du forsvinder baseret på bogen af samme navn blev instrueret af Peter Schønau Fog med manuskript af Peter Schønau Fog. Trine Dyrholm og Nikolaj Lie Kaas spillede hovedrollerne. Filmen fik premiere i 2017. Den kom i Biografklub Danmark, solgte knap 200.000 billetter i løbet af det første år og blev Danmarks kandidat til årets Oscar i kategorien ’Best Foreign Language Film’. 
Filmen Undtagelsen baseret på bogen af samme navn blev instrueret af Jesper W. Nielsen med manuskript af Christian Torpe. Sidse Babett Knudsen, Amanda Collin, Danica Curcic og Lene Maria Christensen spillede hovedrollerne. Filmen fik premiere midt under Covid-19 krisen i juli 2020. Den kom i Biografklub Danmark og solgte 149.156 billetter i biograferne.

## Gyldendals Jubilæumskollektion
Christian Jungersen er sammen med Kim Leine og Carsten Jensen de eneste nulevende danske forfattere, der indgår i forlaget Gyldendals 250 års jubilæumskollektion. Ved Gyldendals 250 års jubilæum i 2020 stemte næsten 40.000 læsere om hvilke 10 bøger, der er de bedste Gyldendalbøger nogensinde. Sammen med Jungersen, Leine og Jensen tæller kollektionen også klassikere som Karen Blixen og Tove Ditlevsen.

## Priser og anerkendelser
- Bogforums Debutantpris (1999)
- Nomineret til Weekendavisens Litteraturpris (2000)
- Statens Kunstfonds treårige arbejdslegat (2000)[31]
- De gyldne laurbær (2005)
- P2 Romanprisen (2005)
- Nomineret til Martin Beck Award (Sverige) (2006)
- Nomineret til Duncan Lawrie International Dagger (United Kingdom) (2007)
- Nomineret til Grand Prix des Lectrices (Frankrig 2007)
- Editor’s Choice i New York Times (2007)
- Editor’s Choice på Amazon.com (2007)
- Vinder af Berlingskes læserafstemning om ti års bedste danske bog (2009)
- Læsernes Bogpris (2013)
- Nomineret til Politikens Litteraturpris (2013)
- Nomineret til Martha-prisen (2013)
- ”De bedste 10 bøger i Gyldendals 250 års historie” (2020)
- ”De bedste fem bøger fra de seneste 20 år” Litteratursidens afstemning blandt brugerne af danske biblioteker (2022)[32]